# Dach überm Kopf (1980)
Dach überm Kopf ist ein DEFA-Spielfilm von Ulrich Thein aus dem Jahr 1980, in dem es um den Neuanfang einer gestandenen Frau geht.

## Handlung
Karoline Gluth arbeitet in der Gastwirtschaft ihrer Schwestern auf Rügen erfolgreich als Köchin. Nachdem ihr Sohn zum Studium das Haus verlassen hat, will sie sich beruflich und örtlich verändern. Von „Onkel“ Friedrich kauft sie anhand eines Fotos einen Garten mit kleinem Häuschen am Rande Berlins. Auf eine Annonce hin hat sie eine Stelle als ungelernte Hilfskraft in einer Betriebsküche angenommen. Sie lässt sich von ihren Schwestern auszahlen und fährt nach Berlin. Am Grundstück angekommen muss sie als erstes feststellen, dass zwischen Foto und Wirklichkeit eine starke Kluft herrscht. Das kleine Häuschen entpuppt sich als baufällige Gartenlaube. Sie überrascht bei der Ankunft einen „Untermieter“ mit seiner Freundin, richtet sich notdürftig ein, muss aber feststellen, dass es überall durch das Dach regnet und auch die sonstigen Einrichtungen im Häuschen nicht die besten sind. Der junge „Untermieter“ Christian erscheint noch einmal, um seine Sachen zu holen und bietet ihr seine Hilfe bei der Behebung der baulichen Mängel des Hauses an. Durch seine Arbeit auf dem Bau kann er einige Kollegen mobilisieren, die ihr bei der Renovierung des Anwesens helfen.
Auf ihrer neuen Arbeitsstelle, in der Küche eines Betriebes, wird sie nur für Hilfsarbeiten eingesetzt. Alle Küchenmitarbeiterinnen sind mit dem Koch unzufrieden, der sich aber für einen großen Meister der Kochkunst hält.
In ihrem Häuschen geben sich die Bauarbeiter die Klinke in die Hand, erneuern Fußböden, versetzen Wände, schaffen es aber nicht, einen Schornstein für den Ofen zu setzen und eine Toilette anzubauen. Das angesparte Geld geht zu Ende und die Organisation von Baumaterial wird zusehends schwerer. Christian macht den Vorschlag, seinen Chef vom Bau zu überreden, sich das Häuschen anzusehen und eventuell seine Hilfe zu erbitten. Ein Treffen am Neptunbrunnen vor der Marienkirche in Berlin zwischen Herrn Kotbuß (der Boss vom Bau) und Karoline verläuft eher kühl.
Doch Herr Kotbuß kommt mit seinen Brigade-Kollegen zur Wochenendarbeit am Häuschen von Karoline. Die Bauarbeiter bemerken schnell, dass das Häuschen eigentlich nicht zu renovieren, sondern nur abzureißen wäre.  Darüber gibt es sofort Streit zwischen Karoline und Herrn Kotbuß. Der entschließt sich trotz aller Bedenken, das Häuschen wenigstens notdürftig zu renovieren, weil Karoline sonst keine Bleibe hätte. Schornstein, Toilette und Klärgrube werden gebaut. Nach getaner Arbeit werden die Bauarbeiter mit einer von Karoline gekochten Suppe bewirtet, die alle in den höchsten Tönen loben. Daraufhin wird Karoline von den Bauarbeitern in die nahe Gaststätte eingeladen und der Abend entwickelt sich zu einer feucht-fröhlichen Angelegenheit. Als die beschwipste Karoline von Herrn Kotbuß und Christian nach Hause gebracht wird, stehen alle erschrocken vor dem zusammengebrochenen Schornstein.  Am nächsten Morgen will Karoline aufgeben und zurück nach Rügen fahren, kehrt aber um und fährt zurück in ihr Häuschen.
Auf ihrer Arbeitsstelle fällt der Koch aus. Keine der anderen Kolleginnen will ihn vertreten, nur Karoline erklärt sich dazu bereit. Gemeinsam kochen alle für die Belegschaft, der das Essen auch sehr gut schmeckt. Der unerwartet eintreffende „hohe“ Besuch (der Herr Minister) bei der Betriebsleitung ist begeistert vom Essen. Alle sind sehr zufrieden.
Wegen des eingestürzten Schornsteins treffen sich Karoline und Herr Kotbuß erneut. Dabei erfährt Karoline, dass Herr Kotbuß Witwer ist und einen kleinen Sohn hat. Außerdem teilt er ihr mit, dass Christian mit 3 Freunden den Koch von Karolines Arbeitsstelle verprügelt hat. Daraufhin hat ihn die Polizei abgeholt und nun sitzt er wieder im Gefängnis wegen des Verstoßes gegen seine Bewährungsauflagen. Die Brigade Kotbuß will auch die Bürgschaft für Christian nicht noch einmal übernehmen. Aber Herr Kotbuß verspricht, wenigstens den eingefallenen Schornstein zu reparieren.
Am Wochenende erscheint Herr Kotbuß mit seinem kleinen Sohn an Karolines Häuschen, beginnt den Schornstein neu zu mauern und schickt Karoline mit seinem Sohn in den Zirkus. Sie verbringt dort mit ihm einen schönen Nachmittag. Bei der Rückkehr erklärt ihr Herr Kotbuß, dass der Schornstein nun zwar fest stehe, aber das Dach des Häuschens sich gesenkt hat und wohl nicht mehr lange halten wird. Sie verabreden sich unverbindlich für das nächste Frühjahr.
Auf ihrer Arbeitsstelle beschwert sich der wieder genesene Koch über Mehrausgaben in seiner Küche, die durch das Wirtschaften von Karoline in den vergangenen Wochen entstanden sind. Er fordert sie auf, Stellung zu nehmen. Sie verteidigt ihre Kochkunst, die auch von der Belegschaft und all ihren Kolleginnen gelobt wurde. Der Koch erklärt daraufhin, dass er ein Angebot des Ministers hat, in die Küche des Ministeriums zu wechseln, welches er nun auch annehmen werde. Daraufhin brechen alle Küchenkolleginnen in helles Gelächter aus.
Karoline verkauft ihr Auto. Eines Abends, kurz vor Weihnachten, wartet Herr Kotbuß vor ihrem Grundstück. Sie hat sich entschlossen, mit dem Geld vom Autokauf das Häuschen völlig neu zu bauen, so wie es Herr Kotbuß schon immer empfohlen hat. Herr Kotbuß eröffnet Karoline, dass die Brigade Christian noch einmal aufnimmt und lädt Karoline zur Jahresabschluss-Feier der Brigade ein. Dann erscheint Karolines Sohn unverhofft und sie begrüßt ihn überschwänglich küssend im Garten. Herr Kotbuß sieht die Küsse der Mutter und des Sohnes und denkt eifersüchtig an einen Nebenbuhler. Er betrinkt sich in kürzester Zeit mit einer Flasche Korn und glaubt nicht, dass der junge Mann der Sohn von Karoline ist.  Eifersüchtig und betrunken wankt er nach Hause.
Trotz allem treffen sich Karoline und Herr Kotbus zur Brigadefeier. Sie eröffnet ihm, dass sie in ihrer Betriebsküche zur Chefin ernannt wurde und zur Weiterbildung delegiert wird. Herr Kotbuß tanzt mit Karoline und alle Bauarbeiter beklatschen das schöne Paar. In fröhlicher Stimmung gestehen sich beide, dass sie noch einmal leben wollen mit Genuss – gemeinsam.
Im Frühjahr reißen sie gemeinsam das Häuschen ab. Christian kommt mit einem Blumenstrauß, einem Bauwagen als provisorischer Bleibe und einem versprochenen Zelt. Herr Kotbuß zieht den Hut vor dem Organisationstalent Christians. Am Abend schlafen beide – zwar in getrennten Betten – im Bauwagen, aber die Liebe zwischen ihnen zeichnet sich ab. Am nächsten Morgen reißen die Bauarbeiter das Häuschen ein. Sie sieht weinend zu und freut sich dann lächelnd mit Herrn Kotbuß auf einen Neuanfang.

## Hintergrund
Nach mehreren Filmen für das Fernsehen der DDR war dies der erste DEFA-Spielfilm für Ulrich Thein.
Monika Hauff und Klaus-Dieter Henkler, der auch die Titelmusik zum Film schrieb, haben einen Gesangsauftritt während der Brigadefeier.

## Produktion und Veröffentlichung
Dach überm Kopf wurde von der Künstlerischen Arbeitsgruppe „Johannisthal“ auf ORWO-Color gedreht und hatte seine Premiere am 25. September 1980 im „Panorama-Palast“ in Gera.
Für das Szenarium war Ulrich Thein verantwortlich und die Dramaturgie lag in den Händen von Willy Brückner und Margit Schaumäker.

## Kritiken
„Thein bestand […] die szenarische Meisterprüfung bei der Anfertigung der Dialoge, die er dem Volk gewissermaßen vom Maul ablas. Als der Autor Ulrich Thein das Seine getan hatte, setzte sich der Regisseur gleichen Namens in Szene. Bei dieser Doppelfunktion ließ es der Gute auch schon bewenden.“ (Renate Holland-Moritz im Eulenspiegel 42/80).